# Липлє (Камник)
Липлє (словен. Liplje) — поселення в общині Камник, Осреднєсловенський регіон, Словенія. Висота над рівнем моря: 703,5 м.